# Derecho Penal de Joseon
El Derecho Penal de la Dinastía Joseon estaba influido en casi su totalidad por el Código Ming. La ideología de Estado de la Dinastía Joseon era el Confucianismo, por lo que Corea se inspiraba en China en aquel momento. A pesar de esto, existían algunas diferencias con el Derecho chino. En el año 1453, con la Colección de Derecho Penal se completó el proceso de codificación.
A pesar de lo que se suele mostrar en las películas o novelas de ambientación histórica, lo cierto es que en teoría la justicia no se impartía de forma cruel y arbitraria en esta época. Es verdad que existían castigos corporales, ejecuciones y torturas, pero la ideología confuciana de esta dinastía se encargaba de que la administración de justicia obedeciera a las leyes y valores confucianos de la época, que buscaban la aplicación de la virtud y eran bastante más benévolos que los propios de la filosofía legista de la Antigua China, caracterizada por la aplicación de la Ley en todo su rigor. Concretamente, existía un debate entre los funcionarios del reino, que eran más partidarios de la estricta aplicación de la ley y el propio rey, que muchas veces impartía justicia de forma benévola y favorable a los condenados para ser considerado un monarca virtuoso.
El sistema penal se basaba en el principio de inquisición y se presumía la culpabilidad del acusado, por lo que el este simplemente tenía que confesar el delito por el que se le acusaba o tratar de demostrar que no era culpable. El juez tenía amplias facultades, ya que era el encargado de recoger todas las pruebas a favor y en contra del acusado y él solo tomaba la decisión.

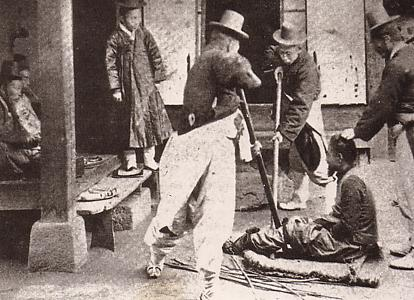
Tortura del tipo "juri".

Los órganos encargados de la administración de justicia eran el Ministerio de Castigos, el gobierno de la ciudad de Seúl y la Oficina del Inspector General. Entre los deberes de los gobernadores provinciales y de los magistrados locales se encontraba la administración de justicia. Algunas oficinas gubernamentales tenían la potestad de detener a los delincuentes e interrogarles. Sin embargo, no todas estas oficinas tenían la autoridad para sentenciar a los criminales y aplicarles los castigos correspondientes. Por ejemplo, los magistrados locales solo podían decidir sobre delitos menores castigados con la vara pequeña. Los delitos de mayor gravedad tenían que ser tratados siguiendo las instrucciones del gobernador provincial. La Agencia Gubernamental Euigeumbu se encargaba de los crímenes de la familia real o de traición.
En los casos de pena de muerte, existía un sistema de tres niveles para decidirla y siempre era necesaria la autorización real para llevar a cabo la ejecución. Bajo la influencia de principios taoístas, las ejecuciones se realizaban al final del año. En casos muy graves, como traición o rebelión, las ejecuciones se llevaban a cabo justo después de leer la sentencia.
Todos los castigos que se recogían en las leyes eran los mismos que se impartían en la China imperial. Existían cinco variedades: azotes con la vara pequeña (tae), azotes con la vara grande (jang), trabajos forzados (do), exilio (ryu) y pena de muerte (sa). No existían las penas de prisión, ya que los sospechosos permanecían en celdas solo mientras se investigaban sus delitos si eran graves.
En cuanto a la duración del proceso, existían plazos fijos en las leyes dentro de los cuales había que alcanzar una conclusión. En este sentido, se contaba con 30 días para decidir en los casos de pena de muerte, 20 días para los casos de exilio o de trabajos forzados y 10 días para los azotes con la vara ligera o pesada. Sin embargo, muchas veces los procesos se dilataban tanto que excedían los plazos marcados.
El sistema penal experimentó muchos cambios durante el reinado de los reyes Yeongjo y Jeongjo de Joseon en el siglo XVIII. El desconocimiento de las leyes por parte de los magistrados, así como los abusos cometidos contra las clases populares a la hora de impartir justicia hicieron necesaria la adopción de varias medidas para corregir la situación. Entre las medidas adoptadas, destacan la prohibición de la tortura física severa, la publicación y distribución de varios libros de carácter legal, el aumento de la supervisión del gobierno sobre el sistema penal y facilitar las peticiones directas al rey sobre detenciones improcedentes.
Entre las características comunes entre el Derecho Penal de la Dinastía Joseon y el de Corea del Sur, destacan las similitudes entre los tipos de delitos de estas dos épocas. Por ejemplo, el derecho penal de la dinastía Joseon contiene regulaciones específicas, como diversos tipos de delitos sexuales, soborno y corrupción, y calumnia, que podrían ser fácilmente considerados artículos del derecho penal moderno.

## Castigos y tortura

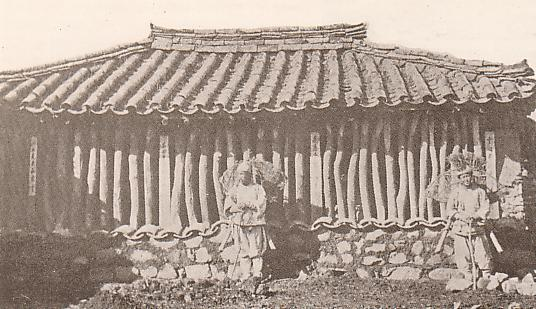
Imagen de principios del que muestra la cárcel Jeonokseo de Seúl

En el Derecho Penal de Joseon, el cuerpo humano tenía una enorme relevancia, pues era el objeto sobre el que se realizaban los castigos. Dada la severidad de los castigos, su uso estaba estrictamente controlado por las leyes para salvaguardar en lo posible la integridad de la persona. Por este motivo, estaba prohibido que los niños, ancianos y enfermos fueran castigados físicamente, al igual que las mujeres. Se buscaba un equilibrio entre la ejemplaridad de los castigos y la benevolencia del gobierno. En otras palabras, era sumamente importante que la dinastía se viera como un modelo de sociedad que buscaba impartir justicia de forma virtuosa.
Los castigos que se impartían eran los ya mencionados y su uso estaba totalmente controlado para evitar la arbitrariedad. Por ejemplo, los azotes se dividían entre los que se daban con una vara de poco grosor y los de una vara de mayor calibre y el número de azotes también estaba regulado en las leyes en cinco categorías, no pudiendo darse nunca más de cien azotes con la vara grande (no obstante, muchas veces los condenados morían por las infecciones ocasionadas por los traumatismos y cortes). En los casos de trabajos forzados, nunca podían durar más de tres años. La distancia a la que desterraban a los condenados también estaba regulada.
A pesar de la exactitud y claridad de las leyes, eran comunes los abusos por parte de las autoridades y se saltaban las leyes a la hora de aplicar los castigos, por lo que a veces se usaban porras en lugar de varas o se usaban castigos todavía más dañinos.
En los casos de condenas a destierro, muchas veces se desterraba a la familia del condenado y otras a grupos de eruditos por pertenecer a alguna facción política que incomodaba al gobierno. En estos casos, los eruditos exiliados podían acabar reunidos en un mismo sitio, influyendo en la cultura local. Los desterrados que pertenecían a clases aristocráticas (yangban) podían recibir pensiones y hasta concubinas por parte del gobierno. En otras ocasiones, el número de desterrados llegaba a ser tan alto que la población del lugar que los recibía acababa pasando hambre. El destierro era de por vida y era irrevocable salvo por perdón real.
Muchas veces, los yangban pagaban multas para evitar los castigos físicos.

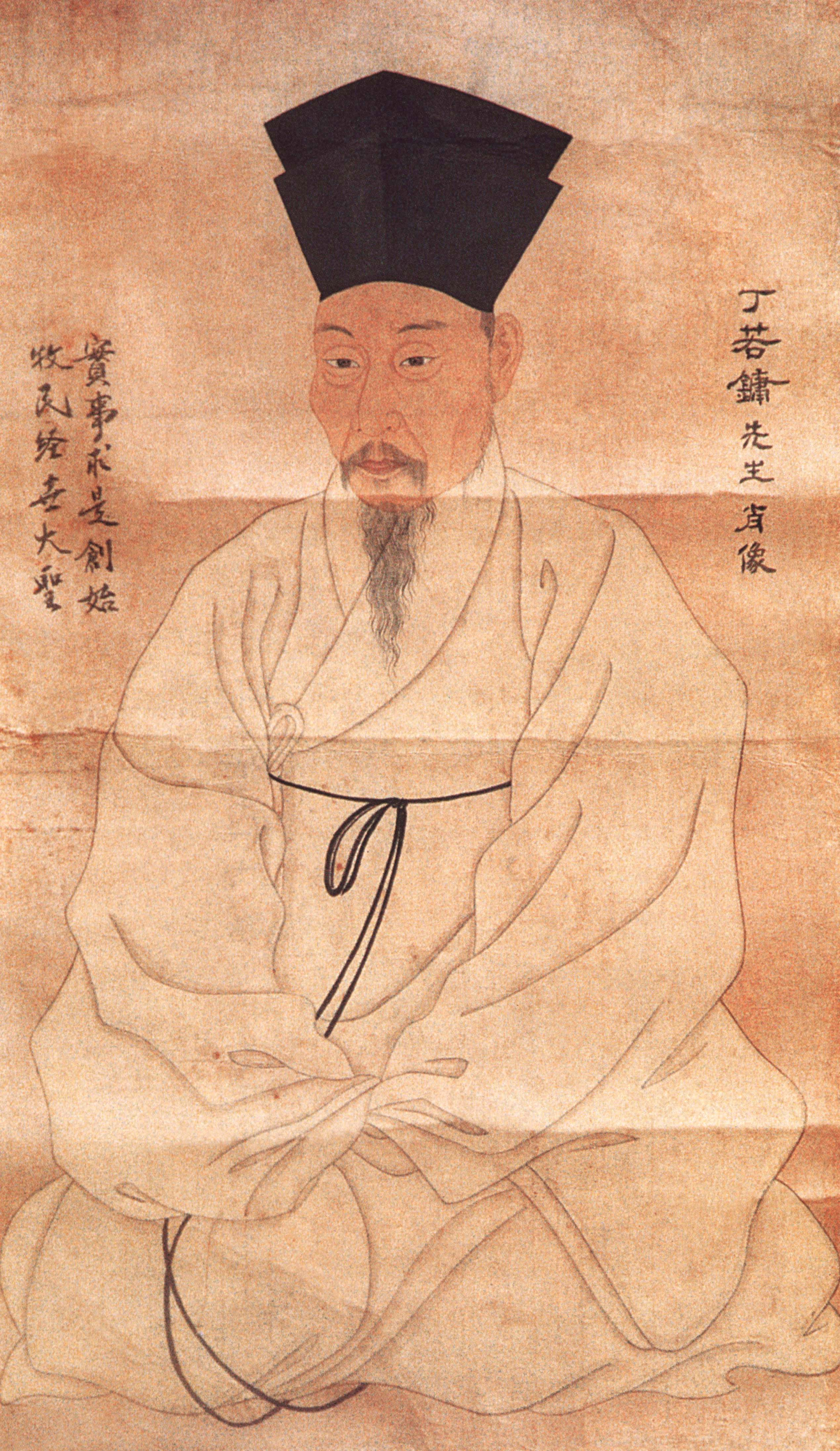
Retrato de Jeong Yak-yong, filósofo coreano del movimiento Silhak y que criticó el lamentable estado de las prisiones

La tortura solamente se permitía para obtener confesiones en los casos de supuesta comisión de delitos graves y solo se podían usar varas, palas y porras. Sin embargo, entre los militares existían otras formas más crueles de tortura y los plebeyos sufrían a menudo los abusos de las autoridades locales. Entre algunas de las formas más comunes de tortura, destaca el apseul, que consistía en aplastar las piernas de la víctima con una enorme tabla de madera y el peso del encargado de los tormentos; nak, marcar con un hierro candente; juri, que era hacer palanca con dos estacas de madera en las piernas de la víctima como si fueran unas tijeras, de modo que las piernas quedaban verdaderamente dañadas, haciendo difícil que la víctima se arrodillase en los ritos ancestrales; y por último, también había torturas muy extrañas, como encender cerillas entre la uña y la carne de los dedos.
La pena de muerte era principalmente de dos tipos: decapitación y ahorcamiento. En los casos de decapitación, la cabeza se exponía públicamente (hyosu). En circunstancias excepcionales, como alta traición o rebelión, existía una forma más macabra, llamada neungjicheosa o neungjicheocham, y que consistía en decapitar a la víctima y cortar después sus miembros, y el entierro estaba prohibido. Para entender estas penas en su contexto, conviene señalar que la integridad del cuerpo era de crucial importancia para una sociedad confuciana, ya que era necesario mantener entero el cadáver para su entierro para que su espíritu pudiera descansar correctamente. También era imprescindible que al cuerpo se le diera la sepultura adecuada, por eso la prohibición del entierro y su descuartización era catastrófica para el alma del difunto. Si esto ocurría, su alma no recibiría las honras fúnebres de forma apropiada y se podría convertir en un fantasma errante que atormentara a su familia.
Aunque no existían penas de prisión, los sospechosos que se encontraban bajo custodia de las autoridades judiciales tenían que vivir bajo las insalubres condiciones de las cárceles de Joseon. En su tratado Mongmin simseo, el erudito coreano Jeong Yagyong (1762–1836) describió a las cárceles coreanas como el infierno del mundo terrenal.